# Palestina, Ecuador
Palestina är en ort i Ecuador.   Den ligger i provinsen Guayas, i den västra delen av landet, 230 km sydväst om huvudstaden Quito. Palestina ligger 9 meter över havet och antalet invånare är 9 364.
Terrängen runt Palestina är platt. Runt Palestina är det ganska tätbefolkat, med 149 invånare per kvadratkilometer. Närmaste större samhälle är Yaguachi Nuevo, 17,9 km söder om Palestina. Trakten runt Palestina består huvudsakligen av våtmarker.